# Dibole
Le dibole ou babole est une langue bantoue parlée par les Babole dans le Sud du district d’Epena en république du Congo.